# Ceratobia oxymora
Ceratobia oxymora is een vlinder uit de familie echte motten (Tineidae). De wetenschappelijke naam is voor het eerst geldig gepubliceerd in 1919 door Meyrick.
De soort komt voor in Europa.